# 裸島 (酒)
裸島（はだかじま、Hadaka Jima）は、ノルウェーのアウスト・アグデル県グリムスタの酒造会社ヌグネ・エウで醸造され、販売されている日本酒の銘柄。ヨーロッパで最初の酒蔵、日本酒である。
ヌグネ・エウはパイロットが本業のシェティル・ジキウン（Kjetil Jikiun）が2003年に始めたマイクロブルワリーで、地ビールを醸造していた。シェティル・ジキウンは、仕事で日本を訪れた際に、友人に勧められて飲んだ日本酒を非常に気に入り、仕事で日本を訪れるたびに日本各地で日本酒を飲み歩くようになった。そのうち、飲むだけでなく、自分でも日本酒を造りたいと思うようになり、大門酒造（大阪府）で本格的に醸造を学んだ後、2010年よりヌグネ・エウで日本酒の醸造を始めた。なお、ヌグネ・エウはNaked Island=裸の島の意であり、日本酒の銘柄として社名が採用されている。
製法は山廃仕込みであり、杜氏であるカナダ人ブルック・ベネットが手作業で行っている。ブルック・ベネットは元々製薬会社で研究者として働いていた。酒も好きでビールを自宅で醸造することもしていた。ある日、自宅で日本酒を醸造している人と会い、話を聞くうちに化学的な好奇心から興味を抱き、インターネットで日本酒の製法を検索しながら自宅で日本酒の醸造を行うようになった。ブルック・ベネットもまた大門酒造へ修行に行っており、2009年にシェティル・ジキウンと出会うと、意気投合することになった。ブルック・ベネットはバンクーバーのアーティザン・サケ・メーカー(Artisan SakeMaker)に勤めるが、シェティル・ジキウンに声をかけられて、ノルウェーに行くことにした。
原料米は北海道産の吟風を使用しているが、仕入れ値が高コストとなるため、イタリア産のジャポニカ米を使うことも検討されている。
ノルウェー国内で消費される量が多いが、イギリス、アメリカ、スペイン、日本へも輸出されている。
2018年に醸造を終了した。

## 製品
- スパークリング - 軽やかでフルーティー[3]
- にごり - 自然発酵の発泡酒[3]。最も人気が高い[1]
- 純米生原酒 - 低精米のイタリア米を使用[1]
- 貴醸酒 - 水の代わりに酒を仕込みに使用[1]

インターナショナル・ワイン・チャレンジの日本酒部門で、推奨酒に選ばれたもの、受賞したものも多い。